# Башкаран Адхибан
Башкаран Адхибан (там. அதிபன் பாசுகரன்; род. 15 августа 1992, Нагапаттинам) — индийский шахматист. Звание гроссмейстера получил в 18 лет (2010).
Чемпион Индии (2009).
В составе сборной Индии участник 39-й Олимпиады (2010) в Ханты-Мансийске и 7-го командного чемпионата мира (2010) в Бурсе. Бронзовый призёр Азиатских игр 2010 в составе сборной Индии.

## Изменения рейтинга
| Графики недоступны из-за технических проблем. См. информацию на Фабрикаторе и на mediawiki.org. |